# Cyrille Delannoit
Cyrille Delannoit est un boxeur belge né le 13 mars 1926 à Grammont en Belgique et mort le 9 février 1998.

## Carrière
Élève de l'ancien champion belge, Gustave Roth, le boxeur Cyrille Delannoit qui privilégiait sa force à son style était surnommé Tarzan.

### Combat contre Marcel Cerdan
Champion de Belgique des poids moyens en 1947, Cyrille Delannoit obtient l'opportunité d'affronter le champion français Marcel Cerdan le 23 mai 1948 à Bruxelles au stade du Heysel devant 20 000 spectateurs. Face à un Français diminué, Delannoit remporte le titre européen aux points au terme des quinze reprises. 
Il inflige à Cerdan sa première défaite à la régulière après plus de cent victoires et deux échecs par disqualification. Champion EBU, il accorde une revanche contre Cerdan le 10 juillet au Palais des Sports de Bruxelles et s'incline cette fois aux points. Le Français ayant battu Tony Zale en Amérique, la ceinture est vacante et le Belge la soulève une nouvelle fois le 6 novembre en battant aux points le Hollandais Luc van Dam.

### Combat contre Sugar Ray Robinson
Le 1er juillet 1951, Delannoit est opposé à Turin à l'Américain Sugar Ray Robinson dans un combat qu'il abandonne dans la troisième reprise après avoir été deux fois au tapis.

## Postérité
Il s'est marié à Léonie Bervelt (dite « Ninie » ), une chanteuse d'opérette bruxelloise qui divorça du célèbre dessinateur Edgar P. Jacobs, afin de le rejoindre. Jacobs, auteur de la série Blake et Mortimer, reprit quelques années plus tard les traits du boxeur pour créer le personnage de Sharkey, la brute qui sert d'homme de main au colonel Olrik, ennemi juré des deux héros, selon la petite-fille de la seconde femme de Jacobs,.